# L'esumazione
The Disinterment (l'esumazione) è un racconto scritto in parte da Howard Phillips Lovecraft e Duane W. Rimel nel 1935. Il ricercatore Will Murray, nei suoi studi lovecraftiani, fu il primo a sospettare dell'intervento di Lovecraft in questo racconto. In seguito lo stesso Duane W. Rimel sostenne che l'intervento di Lovecraft fu lieve, successive lettere scoperte a proposito dello scrittore di Providence, sembrano attestarne la veridicità. Con tutta probabilità si pensa che Lovecraft non abbia scritto gran parte del racconto ma che sia intervenuto in alcuni punti cruciali per la storia, come nel famoso finale. Sembra che i famosi ricercatori lovecraftiani S. T. Joshi e Will Murray abbiano avuto la fortuna di intervistare Duane W. Rimel ancora vivente, ottenendo così informazioni preziose secondo la quale la collaborazione tra Lovecraft e Duane W. Rimel non si sarebbe limitata a "The Disinterment", ma ha riguardato anche i racconti "The sorcery of Aphlar" e "The Tree on the Hill". 
L'edizione esistente si basa sulla traduzione di S. T. Joshi, che in mancanza del manoscritto originale, riproduce quello pubblicato per la prima volta sulla rivista Weird Tales nel gennaio 1937.

## Trama

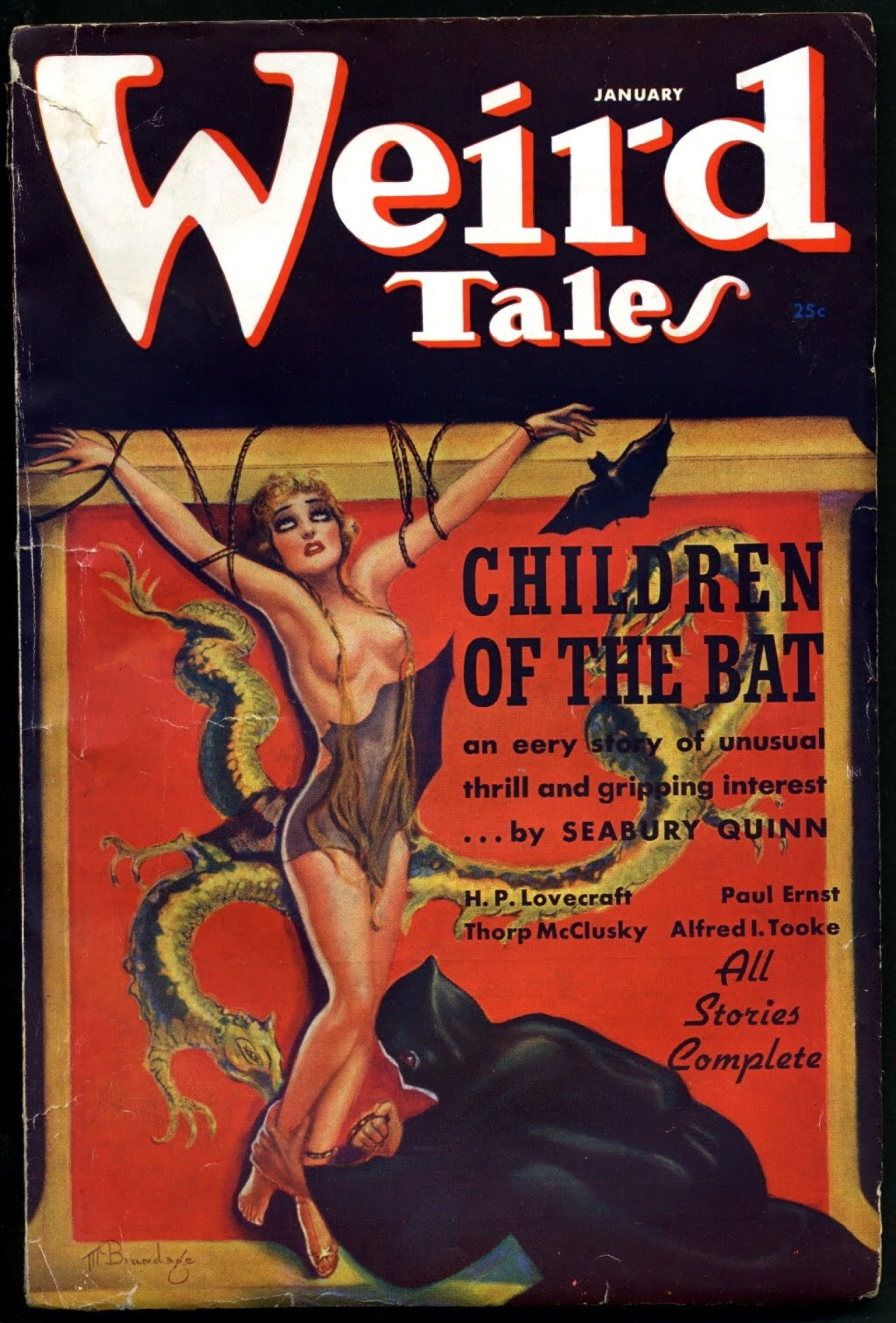
The Disinterment, H. P. Lovecraft and Duane W. Rimel - 1937

Marshall Andrews, è un chirurgo di talento dalla fama sinistra e con una particolare passione per antichi tomi dai preoccupanti contenuti in fatto di discutibili esperimenti medici, nonché intento in strani viaggi nelle Indie Occidentali per apprendere procedimenti medici tutt'altro che convenzionali. Il narratore rimane contagiato dalla lebbra mentre è intento a soccorrere suo fratello nelle Filippine. Il suo amico Andrews, per risparmiargli l’umiliazione di una morte isolata quando il fatto fosse divenuto noto, gli propone un piano audace e macabro. Con l’ausilio di un farmaco fornitogli da un medico di Haiti in grado di portare a una morte apparente indistinguibile da quella vera, il dottore vuole far credere alle autorità che il suo amico sia morto, procedere all'esumazione per poi riportarlo in vita in tutta segretezza. Il piano apparentemente va a segno, il narratore viene portato nella castello di Andrews, dove riacquista coscienza ma tarda a riottenere la padronanza del corpo. Con il passare del tempo Andrews inizia a studiare il protagonista con fare cupo e morboso, trattandolo come una cavia anziché come un amico. Il medico comincia a palesare segni di squilibrio mentale, un accanimento fanatico per le condizioni dell’uomo e la tendenza a crudeli esperimenti su cavie animali. Il protagonista inizia progressivamente a riprendere le forze, seppure percependo ancora il suo corpo come abnorme e preoccupantemente alieno: colmo di odio per il trattamento inumano subito, riesce a uccidere il dottore con un candelabro mentre questi è addormentato e poi fa lo stesso con il domestico. Giunto a fatica al cimitero della antica dimora di famiglia, senza avere ancora avuto modo di osservare il proprio corpo, scopre che la sua tomba è effettivamente completa di un cadavere. Il vero orrore opera di Andrews si rivela: nella tomba vi è il vero corpo del narratore, privo della testa, testa che è stata innestata in un corpo grottesco e abnorme recuperato dal folle scienziato nel corso dei suoi viaggi nelle isole lontane.